# Matías Romero Coto
Matías Romero Coto (Dulce Nombre de María, 24 de febrero de 1927 - 12 de junio de 2022), fue un sacerdote, filósofo, escritor, políglota y educador salvadoreño. Fue miembro de la Academia Salvadoreña de la Lengua, presidente del Instituto Salvadoreño de Cultura Hispánica y se desempeñó como profesor en la Universidad "Dr. José Matías Delgado" donde compartió en sus cátedras su pensamiento filosófico con tendencias al misticismo. 
Algunas de sus obras son:
- ¿Ha Muerto la Filósofia?.
- Gotas de Amor y de Filosófia.
- Hágamos el Amor, Filosófia para esposos enamorados.
- Viaje a las estrellas, Filosófia de superación.
- Siete puntos para una filosofía militar en tiempo de paz.
- Pensamiento Filosófico.
- Poemas Existenciales y Meditatio mortis.
- Filosofía de Andrés Bello.
- Dios, Unión, Libertad.
- Diario Íntimo de un Sacerdote.
- Diccionario de Salvadoreñismos.
- El Castellano en El Salvador.
- Historia de la Filosofía en El Salvador.[4]

Reconocido por ser uno de los pocos filósofos salvadoreños, ejerció el sacerdocio por más de 10 años para dedicarse después a las letras y filosofía, además dominó los idiomas latín, griego, francés, italiano, y alemán, entre otros
En una entrevista dada a la universidad Dr. José Matías Delgado; compartió que estaba escribiendo un libro sobre la historia de la teología en El Salvador y cómo las creencias religiosas influyeron en las decisiones históricas que cambiaron el rumbo de la nación.